# 1975–1976-os közép-európai kupa
Az 1975–1976-os közép-európai kupa a Közép-európai kupa történetének harminchetedik kiírása volt. A sorozatban a címvédő Wacker Innsbruck, valamint Ausztria, Csehszlovákia, Jugoszlávia, Magyarország és Olaszország 1-1 csapata képviseltette magát. A csapatokat két darab csoportba osztották be, és a két csoportgyőztes vívta a döntőt.
A kupát a Wacker Innsbruck nyerte el, története során második alkalommal.

## Csoportkör

### A csoport
| Csapat              | Mérk. | Gy | D | V | GK   | Pont |
| ------------------- | ----- | -- | - | - | ---- | ---- |
| 1. Wacker Innsbruck | 4     | 2  | 1 | 1 | 7:5  | 5    |
| 2. Zbrojovka Brno   | 4     | 2  | 1 | 1 | 9:13 | 5    |
| 3. Ferencváros      | 4     | 1  | 0 | 3 | 9:7  | 2    |

| 1. csapat        | Össz. | 2. csapat        | 1. mérk. | 2. mérk. |
| ---------------- | ----- | ---------------- | -------- | -------- |
| Ferencváros      | -     | Zbrojovka Brno   | 7–1      | 2–3      |
| Zbrojovka Brno   | –     | Wacker Innsbruck | 4–3      | 1–1      |
| Wacker Innsbruck | -     | Ferencváros      | 1–0      | 2–0      |

### B csoport
| Csapat                    | Mérk. | Gy | D | V | GK  | Pont |
| ------------------------- | ----- | -- | - | - | --- | ---- |
| 1. Velež Mostar           | 4     | 2  | 1 | 1 | 7:4 | 5    |
| 2. Austria Wien/Wiener AC | 4     | 2  | 0 | 2 | 5:6 | 4    |
| 3. Perugia                | 4     | 1  | 1 | 2 | 5:7 | 3    |

| 1. csapat              | Össz. | 2. csapat              | 1. mérk. | 2. mérk. |
| ---------------------- | ----- | ---------------------- | -------- | -------- |
| Austria Wien/Wiener AC | -     | Perugia                | 1–2      | 2–1      |
| Perugia                | –     | Velež Mostar           | 2–4      | 0–0      |
| Velež Mostar           | -     | Austria Wien/Wiener AC | 2–0      | 1–2      |

## Döntő
| 1. csapat        | Össz. | 2. csapat    | 1. mérk. | 2. mérk. |
| ---------------- | ----- | ------------ | -------- | -------- |
| Wacker Innsbruck | 6-2   | Velež Mostar | 3–1      | 3–1      |